# Faṭā'ir
Els faṭā'ir (en àrab estàndard modern; faṭāyir en àrab llevantí, en singular faṭīra) són pastissos farcits, típics de la cuina àrab i de la cuina llevantina, que es poden omplir amb carn, espinacs o formatges com el feta o l'akkawi.
Forma part de la cuina àrab i es consumeix principalment a Turquia i a tots els països de l'Orient Pròxim que van estar sota domini de l'Imperi Otomà: Síria, Egipte, el Líban, Palestina, Jordània i altres països de la regió.

## Variacions
Els faṭā'ir poden presentar-se en diverses formes i combinacions de farcits, com ara farcits de formatge, d'espinacs, de carn de xai i fruits secs i condimentats amb una gran varietat d'espècies, segons la tradició local.
També se'n venen de congelats.